# よしもと劇場
よしもと劇場（ - げきじょう）は、かつて存在した吉本興業のインターネットサービス。よしもとオンラインと共に、現在の「タグロー by よしもと」の源流の一つである。

## 概要
- 2008年9月16日にY∞Y動画をリニューアル。
- ヨシモト∞の生配信のほか、よしもと大ファンクラブ会員専用の動画や旅のしおり、YOSHIMOTO 4WEEKS NOWなどをYahoo!動画で見ることができた。

## ヨシモト∞
Y∞Y動画の頃とかわらずヨシモト∞はこのサイトで、ネット配信される。

### 放送時間
ヨシモト∞は本放送と、リピート配信2回の、計3回の放送がある。

#### 本放送
月曜日～金曜日
- 17:00～21:00
  - AGE AGE LIVE 17:00～18:30
  - ヨシモト∞ 19:00～21:00

土曜日
- 20:00～21:00
  - ヨシモト∞ 20:00～21:00

#### リピート配信
月曜日～金曜日
- 1回目 22:00～26:00
  - AGE AGE LIVE 22:00～23:30
  - ヨシモト∞ 24:00～26:00
- 2回目 翌10:00～翌2:00
  - AGE AGE LIVE 翌10:00～翌11:30
  - ヨシモト∞ 翌12:00～翌2:00

土曜日
- 1回目 25:00～26:00
  - ヨシモト∞ 25:00～26:00
- 2回目 翌13:00～14:00
  - ヨシモト∞ 13:00～14:00

## 番組
- ヨシモト∞
- AGE AGE LIVE

## Y∞Y動画からの変更点
- リピート配信がYahoo!プレミア会員に入っていないと視聴できないようになった。
- 会員向けサービスが増えた。
- 生配信の時間になるとよしもと劇場のトップページに配信動画が写しだされるようになった（今までと同じように別ウィンドウで見られる）。